# Católico (término)

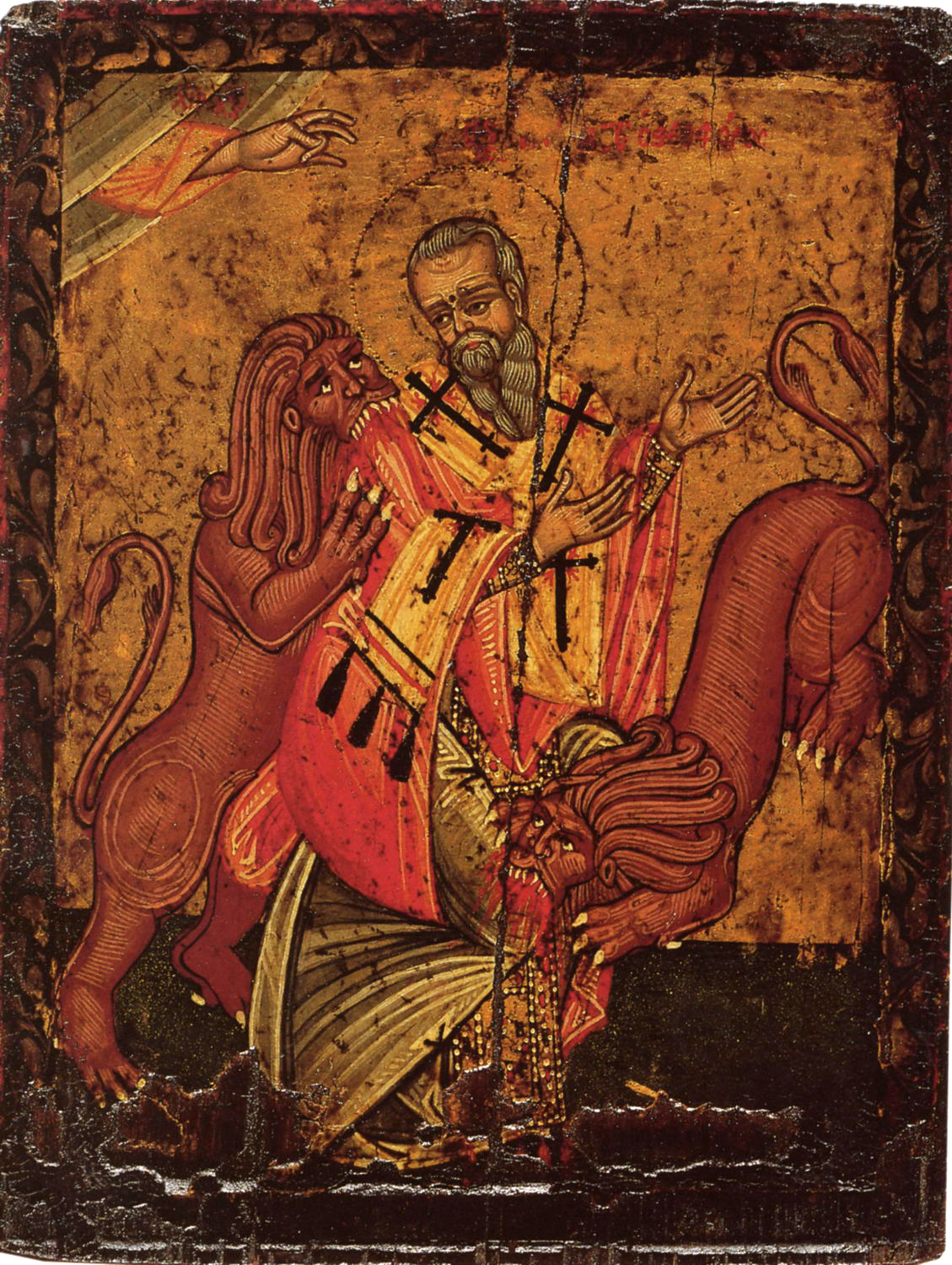
El primer uso del término «Iglesia católica» (significando literalmente «Iglesia universal») fue realizado por el padre de la Iglesia Ignacio de Antioquía en su «Carta a los esmirniotas» (c. 115 d. C.). También se atribuye a Ignacio de Antioquía el primer uso registrado del término «cristianismo» (Χριστιανισμός) en 100 d. C.

La palabra católico (derivada del latín tardío catholicus, del adjetivo griego καθολικός, katholikos, que significa «universal») proviene del adjetivo griego καθόλου (katholou), que significa «en conjunto», «de acuerdo con el todo» o «en general», y es una combinación de las palabras griegas κατά que significa «sobre» y ὅλος que significa «todo».  El primer uso registrado de «católico» proviene del 8:2 de la «Carta a los esmirniotas» de Ignacio de Antioquía (c. 115 d. C.),quien fue discípulo de San Juan el Evangelista. En el contexto de la eclesiología cristiana, tiene una rica historia y varios usos.
La palabra puede significar «de la fe católica» o «relacionada con la doctrina histórica y la práctica de la Iglesia occidental». «Catholicos», el título utilizado para el jefe de algunas iglesias en las tradiciones cristianas orientales, se deriva del mismo origen lingüístico.
El término se ha incorporado al nombre de la comunión cristiana más grande, la Iglesia católica (también llamada Iglesia católica romana). Las tres ramas principales del cristianismo oriental (la Iglesia ortodoxa, las Iglesias ortodoxas orientales y la Iglesia del Oriente) siempre se han identificado como «católicas» de acuerdo con las tradiciones apostólicas y el Credo de Nicea. Los luteranos, anglicanos y algunos metodistas también sostienen que sus iglesias son «católicas», en el sentido de que también están en continuidad con la iglesia universal original fundada por los apóstoles. Sin embargo, cada iglesia define el alcance de la «Iglesia católica» de manera diferente. Por ejemplo, la Iglesia católica romana, la Iglesia ortodoxa, las Iglesias ortodoxas orientales y la Iglesia del Oriente sostienen de manera individual que su propia denominación es idéntica a la iglesia universal original, de la cual se separaron todas las demás denominaciones.
Las creencias distintivas de la catolicidad (las creencias de la mayoría de los cristianos que se llaman a sí mismos «católicos») incluyen la política episcopal (que los obispos son considerados el orden más alto de ministros dentro de la religión cristiana) así como el Credo de Nicea de 381. En particular, junto con la unidad, la santidad y la apostolicidad, la catolicidad es considerada una de las cuatro marcas de la Iglesia expresadas en el Credo de Nicea: «Creo en una Iglesia santa, católica y apostólica».
Durante la época medieval y moderna, surgieron distinciones adicionales con respecto al uso de los términos «católico occidental» y «católico oriental». Antes del Gran Cisma de 1054, esos términos solo tenían significados geográficos básicos, ya que solo existía una catolicidad indivisible, que unía a los cristianos de habla latina de Occidente y los cristianos de habla griega de Oriente. Después del cisma, la terminología se volvió mucho más complicada, lo que resultó en la creación de sistemas terminológicos paralelos y conflictivos.

## Etimología
El adjetivo griego katholikos, origen del término «católico», significa «universal». Directamente del griego, o a través del latín tardío catholicus, el término «católico» entró en muchos otros idiomas, convirtiéndose en la base para la creación de varios términos teológicos como «catolicismo» y «catolicidad» (en latín tardío catholicismus y catholicitas).
El término «catolicismo» proviene del latín tardío catholicismus, un sustantivo abstracto basado en el adjetivo «católico». El equivalente griego moderno καθολικισμός (katholikismos) tiene una forma retroactiva y generalmente se refiere a la Iglesia católica. Los términos «católico», «catolicismo» y «catolicidad» están estrechamente relacionados con el uso del término «Iglesia católica».
La evidencia más temprana del uso de ese término es la «Carta a los esmirniotas» que Ignacio de Antioquía escribió c. 115 d. C. a los cristianos en Esmirna. Exhortando a los cristianos a permanecer estrechamente unidos con su obispo, escribió: «Dondequiera que aparezca el obispo, que también esté la multitud [del pueblo]; así como, dondequiera que esté Jesucristo, allí está la Iglesia católica».
A partir de la segunda mitad del siglo II, la palabra «católico» comenzó a usarse también para significar «ortodoxo» (no herético), «porque los católicos pretendían enseñar toda la verdad y representar a toda la Iglesia, mientras la herejía surgía de la exageración de alguna verdad y era esencialmente parcial y local».[cita requerida] En 380, el emperador Teodosio I limitó el uso del término «cristiano católico» exclusivamente a aquellos que seguían la misma fe que los obispos Dámaso de Roma y Pedro de Alejandría. Numerosos otros escritores tempranos, como Cirilo de Jerusalén (c. 315-386) y Agustín de Hipona (354–430) desarrollaron aún más el uso del término «católico» en relación con el cristianismo.

## Antigüedad
Como ha señalado la historiadora francesa Claire Sotinel durante la Antigüedad la palabra católico, tanto en latín como en griego, conservó el sentido general de «universal». Por otra parte fue utilizada a menudo para calificar la fe, incluso a Jesucristo mismo, «maestro católico», y a la Iglesia «porque está difundida por toda la Tierra», como afirma Agustín de Hipona. Ciertamente a principios del siglo IV en la provincia romana de África adquirió un sentido más específico por oposición a los donatistas. Si estos reivindicaban su superioridad por el rechazo radical a los que no habían mantenido su fe durante las persecuciones, sus adversarios la afirmaban por su comunión con las iglesias del otro lado del mar, en particular la de Roma, lo que les daba una dimensión universal, católica, aunque en esto no hay que ver una referencia a una organización eclesiástica específica porque en el Imperio romano nunca existió, según Sotinel, una «organización comunitaria "universal"». «El motor principal de la unidad de las Iglesias en el imperio era... el poder imperial, el único competente para reunir concilios ecuménicos (otra palabra para "universal")». Los cánones aprobados en el Concilio de Nicea se ocuparon de la organización eclesiástica, pero no se trataba de reglas efectivas, «sino de principios que tenían como horizonte la unidad perfecta de las Iglesias por toda la Tierra, más allá de los límites del imperio. Innombrables documentos muestran que estos principios no fueron nunca aplicados sistemáticamente, tampoco los de los concilios posteriores...».
Esta tesis es plenamente compartida por Marie-Françoise Baslez, quien, por otro lado, ha destacado que la primera mención del carácter «universal» («católico») de la Iglesia cristiana la hizo hacia 115 el obispo Ignacio de Antioquía en una carta pastoral que envió a los cristianos de Esmirna y en la que identificaba la «catolicidad» con el «cristianismo», un neologismo del que también fue el autor  —compuesto sobre el modelo del término judaísmo—. En 250 un mártir cristiano reivindicó en Esmirna su pertenencia a la Iglesia «católica» cuando fue interrogado por un juez, con el fin de distinguirse de otros movimientos sectarios —desde el fin del siglo II a la corriente cristiana mayoritaria se la comenzaba a denominar la «Gran Iglesia»—. En 268 un grupo de obispos reunidos en Antioquía emplearon en un documento la palabra «católico» en el sentido geográfico de la «Iglesia que está bajo el cielo», en toda su extensión, y también en el sentido local de «Iglesia católica de Antioquía», por oposición a otras comunidades cristianas de la ciudad.
En conclusión, según Claire Sotinel, «en el sentido antiguo del término, la Iglesia nunca "se volvió" católica; lo fue siempre si se habla de la aspiración a la unidad perfecta de todos los cristianos... En el sentido moderno del término, el de una confesión del cristianismo organizada bajo la autoridad del obispo de Roma,... es posterior al menos al cisma de 1054 y quizás incluso a la Reforma».

### Ignacio de Antioquía
Fue el primero en utilizar el término «Iglesia católica» en su «Carta a los esmirniotas» (c. 115 d. C.).

Dondequiera que aparezca el obispo, que también esté la multitud [del pueblo]; así como, dondequiera que esté Jesucristo, allí está la Iglesia católica.

Sobre el significado de esta frase para Ignacio de Antioquía, J. H. Srawley escribió:

Esta es la primera aparición en la literatura cristiana de la frase «la Iglesia católica» (ἡ καθολικὴ ἐκκλησία). El sentido original de la palabra era «universal». Así, Justino Mártir (Dial. 82) habla de la «resurrección universal o general», usando las palabras ἡ καθολικὴ ἀνάστασις. De manera similar, aquí la Iglesia universal se contrasta con la Iglesia particular de Esmirna. Ignacio quiere decir que la Iglesia católica es «el conjunto de todas las congregaciones cristianas» (Swete, Apostles Creed, p. 76). Así también, la carta a la Iglesia de Esmirna está dirigida a todas las congregaciones de la Santa Iglesia Católica en todos los lugares. La palabra nunca ha perdido este sentido primitivo de «universal», aunque en la última parte del siglo II comenzó a recibir el sentido secundario de lo «ortodoxo» en oposición a lo «herético». Por lo tanto, se usa en un canon temprano de las Escrituras, el fragmento muratoriano (c. 170 d.C.), que se refiere a ciertos escritos heréticos como «no recibidos en la Iglesia católica». Así también Cirilo de Jerusalén, en el siglo IV, dice que la Iglesia se llama católica no solo «porque está difundida por todo el mundo», sino también «porque enseña íntegramente y sin defecto todas las doctrinas que deben llegar al conocimiento de los hombres». Este sentido secundario surgió del significado original, porque los católicos afirmaron enseñar toda la verdad y representar a toda la Iglesia, mientras que la herejía surgía de la exageración de alguna verdad y era esencialmente parcial y local.
Por «Iglesia católica», Ignacio se refirió a la iglesia universal. Él consideró que ciertos herejes de su tiempo, que negaban que Jesús fuera un ser material que realmente sufrió y murió, diciendo en cambio que «él sólo parecía sufrir» (Smyrnaeans, 2), no eran realmente cristianos.

### Martirio de Policarpo
El término también se usa en el Martirio de Policarpo (156 d. C.)

A la Iglesia de Dios que reside en Esmirna, a la Iglesia de Dios que reside en Filomelio, y a todas las congregaciones de la Iglesia santa y católica en todos los lugares: Misericordia, paz y amor de Dios Padre y de nuestro Señor Jesucristo, sea multiplicado.
Porque, [Policarpo] habiendo vencido por la paciencia al gobernador injusto, y así adquirido la corona de la inmortalidad, él ahora, con los apóstoles y todos los justos [en el cielo], glorifica con gozo a Dios, el Padre, y bendice a nuestro Señor Jesucristo, el Salvador de nuestras almas, el Gobernador de nuestros cuerpos y el Pastor de la Iglesia católica en todo el mundo.

### Fragmento muratorio
El fragmento muratoriano (177 d. C.) menciona:

[Pablo] escribió, además de estas, una a Filemón, y una a Tito, y dos a Timoteo, en simple afecto personal y amor en verdad; pero, sin embargo, estas son santificadas en la estima de la Iglesia Católica y en la regulación de la disciplina eclesiástica. También están en circulación una para los laodicenses y otra para los alejandrinos, falsificadas bajo el nombre de Pablo, y dirigidas contra la herejía de Marción; y hay también varias otras que no pueden ser recibidas en la Iglesia católica, porque no conviene mezclar la hiel con la miel.

### Tertuliano
El término es empleado por Tertuliano (200 d. C.):

¿Dónde estaba entonces Marción, ese capitán de barco del Ponto, el estudioso celoso del estoicismo? ¿Dónde estaba entonces Valentín, el discípulo del platonismo? Porque es evidente que aquellos hombres vivieron no hace mucho tiempo, en el reinado de Antonino en su mayor parte, y que al principio eran creyentes en la doctrina de la Iglesia Católica, en la iglesia de Roma bajo el episcopado del bienaventurado Eleuterio, hasta que a causa de su curiosidad siempre inquieta, con la que incluso contagiaron a los hermanos, fueron expulsados más de una vez.

### Clemente de Alejandría
Clemente de Alejandría (202 d. C.) cita:

Por tanto, en sustancia e idea, en origen, en preeminencia, decimos que la antigua Iglesia católica está sola, reuniéndose en la unidad de la única fe.

### Cipriano de Cartago
Cipriano de Cartago (254 d. C.) escribió un gran número de epístolas en las que hace uso del término. Como ha señalado Claire Sotinel, ciertamente a principios del siglo IV en la provincia romana de África el término «católico» adquirió un sentido más específico que «universal» por oposición a los donatistas. Si estos reivindicaban su superioridad por el rechazo radical a los que no habían mantenido su fe durante las persecuciones, sus adversarios, encabezados por Cipriano de Cartago, la afirmaban por su comunión con las iglesias del otro lado del mar, en particular la de Roma, lo que les daba una dimensión universal, «católica», aunque en esto no hay que ver una referencia a una organización eclesiástica específica porque en el Imperio romano nunca existió, según Sotinel, una «organización comunitaria "universal"».

Marciano, que mora en Aries, se ha asociado con Novaciano y se ha apartado de la unidad de la Iglesia Católica. [...] Mientras que el Obispo Cornelio fue ordenado en la Iglesia Católica por el juicio de Dios, y por los sufragios del clero y del pueblo.

Queridísimos hermanos, cuando estábamos reunidos en consejo, leímos vuestra carta que nos escribisteis acerca de los que parecen ser bautizados por herejes y cismáticos, (preguntando) si, cuando vienen a la Iglesia católica, que es una, deben ser bautizados.

Se esfuerzan por anteponer y preferir el sórdido y profano lavado de herejes al verdadero y único y legítimo bautismo de la Iglesia Católica. [...] Debemos por todos los medios mantener la unidad de la Iglesia Católica, y no dar paso a los enemigos de la fe y la verdad en ningún aspecto. [...] Cuya opinión, como siendo a la vez religiosa y lícita y saludable, y en armonía con la Iglesia católica y la fe, también hemos seguido.

Además de las epístolas 66, 69 y 70, el término también se encuentra en las epístolas 19, 40, 41, 42, 43, 44, 45, 46, 50, 51, 54, 63, 68, 71, 72, 74, 75.

### Cirilo de Jerusalén
Cirilo de Jerusalén (c. 315–386 d. C.) distinguió lo que él llamó «la Iglesia católica» de otros grupos que también podrían referirse a sí mismos como ἐκκλησία (asamblea o iglesia):

Dado que la palabra «Ecclesia» se aplica a diferentes cosas, como también está escrito de la multitud en el teatro de los Efesios, «Y habiendo dicho esto, despidió a la asamblea» (Hechos 19:41), y puesto que uno podría propia y verdaderamente decir que hay una Iglesia de malhechores, me refiero a las reuniones de los herejes, los marcionistas, los maniqueos y el resto; por esta causa, la Fe les ha entregado ahora con seguridad el artículo «Y en una santa Iglesia católica», para que evites sus miserables reuniones y permanezcas siempre con la Santa Iglesia Católica en la que fuiste regenerado. Y si alguna vez estás de residencia en ciudades, no preguntes simplemente dónde está la Casa del Señor (porque las otras sectas de los profanos también intentan llamar a sus propias guaridas casas del Señor), ni simplemente dónde está la iglesia, sino dónde está la Iglesia católica. Porque este es el nombre peculiar de esta Santa Iglesia, la madre de todos nosotros, que es la esposa de nuestro Señor Jesucristo, el Unigénito Hijo de Dios (Catequesis, XVIII, 26).

### Teodosio I
Teodosio I, emperador romano entre 379 y 395, declaró al cristianismo «católico» como la religión oficial del Imperio romano, proclamando en el Edicto de Tesalónica del 27 de febrero de 380:

Es nuestro deseo que todas las diversas naciones que están sujetas a nuestra clemencia y moderación profesen la religión que el divino apóstol Pedro dio a los romanos, que hasta hoy se ha predicado como la predicó él mismo, y que es evidente que profesan el pontífice Dámaso y Pedro, obispo de Alejandría, hombre de santidad apostólica. Esto es, según la doctrina apostólica y la doctrina evangélica creemos en la divinidad única del Padre, del Hijo y del Espíritu Santo bajo el concepto de igual majestad y de la santa Trinidad. Ordenamos que tengan el nombre de cristianos católicos quienes sigan esta norma, mientras que a los demás los juzgamos dementes y locos sobre los que pesará la infamia de la herejía. Sus lugares de reunión no recibirán el nombre de iglesias y serán objeto, primero de la venganza divina, y después serán castigados por nuestra propia iniciativa que adoptaremos siguiendo la voluntad celestial.

### Jerónimo de Estridón
Jerónimo escribió a Agustín de Hipona en 418:

Eres conocido en todo el mundo; los católicos te honran y estiman como el que ha establecido de nuevo la antigua Fe.

### Agustín de Hipona
Poco tiempo después, Agustín de Hipona (354–430 d. C.) también usó el término «católico» para distinguir la Iglesia «verdadera» de los grupos heréticos:

En la Iglesia católica, hay muchas otras cosas que me mantienen en su seno con toda justicia. El consentimiento de los pueblos y naciones me mantiene en la Iglesia; también su autoridad, inaugurada por los milagros, alimentada por la esperanza, ampliada por el amor, establecida por la edad. La sucesión de sacerdotes me mantiene, desde la misma sede del apóstol Pedro a quien el Señor, después de su resurrección, le dio la responsabilidad de alimentar a sus ovejas (Juan 21:15-19), hasta el presente episcopado.
Y también, por último, el nombre mismo de católico, que no sin razón, entre tantas herejías, la Iglesia ha conservado así; de modo que, aunque todos los herejes desean ser llamados católicos, cuando un extraño pregunta dónde se encuentra la Iglesia católica, ningún hereje se aventurará a señalar su propia capilla o casa.
Así pues, en número e importancia son los preciosos lazos pertenecientes al nombre de pila que mantienen al creyente en la Iglesia católica, como es justo que debieran [...] Contigo, donde no hay ninguna de estas cosas para atraerme o retenerme [...] Nadie me apartará de la fe que une mi mente con tantos lazos y tan fuertes a la religión cristiana [...] Por mi parte, no debería creer en el evangelio si no es movido por la autoridad de la Iglesia católica.

### Vicente de Lerins
Vicente de Lerins, contemporáneo de Agustín, escribió en 434 (bajo el seudónimo de Peregrinus) una obra conocida como Commonitoria ("Memoranda"). Si bien insistió en que, como el cuerpo humano, la doctrina de la iglesia se desarrolla manteniendo verdaderamente su identidad (secciones 54-59, capítulo XXIII), afirmó:

En la misma Iglesia católica, se debe tener todo el cuidado posible para mantener esa fe que ha sido creída en todas partes, siempre, por todos. Porque eso es verdaderamente y en el sentido más estricto «católico» que, como el propio nombre y la razón de la cosa declaran, lo comprende todo universalmente. Esta regla la observaremos si seguimos la universalidad, la antigüedad, el consentimiento. Seguiremos la universalidad si confesamos que una sola fe es verdadera, que toda la Iglesia en todo el mundo confiesa; la antigüedad, si de ninguna manera nos apartamos de las interpretaciones que, según se manifiesta, fueron notoriamente sostenidas por nuestros santos antepasados y padres; el consentimiento, de igual manera, si en la antigüedad misma nos adherimos a las definiciones y determinaciones consentidas de todos, o al menos de casi todos los sacerdotes y doctores.

## Edad Media: Iglesia católica e Iglesia ortodoxa
Durante los primeros siglos de la historia cristiana, la mayoría de los cristianos que seguían las doctrinas representadas en el Credo de Nicea estaban unidos por una catolicidad común e indivisible que unía a los cristianos de habla latina de Occidente y los cristianos de habla griega de Oriente. En aquellos días, los términos «católico oriental» y «católico occidental» tenían significados geográficos básicos, que generalmente correspondían a las distinciones lingüísticas existentes entre el este griego y el oeste latino. A pesar de los diversos y bastante frecuentes desacuerdos teológicos y eclesiásticos entre las principales sedes cristianas, la catolicidad común se mantuvo hasta las grandes disputas que surgieron entre los siglos IX y XI. Después del Cisma de Oriente (1054), la noción común de catolicismo se rompió y cada lado comenzó a desarrollar su propia práctica terminológica.
Todas las principales disputas teológicas y eclesiásticas en el Oriente u Occidente cristiano han estado comúnmente acompañadas de intentos de partes en disputa para negarse mutuamente el derecho a usar la palabra «católico» como término de autodesignación. Después de la aceptación de la cláusula Filioque en el Credo de Nicea por parte de Roma, los cristianos ortodoxos en el Este comenzaron a referirse a los seguidores del Filioquismo en Occidente como «latinos», sin considerarlos ya «católicos».
La opinión dominante en la Iglesia ortodoxa, de que todos los cristianos occidentales que aceptaron la interpolación de Filioque y la pneumatología poco ortodoxa dejaron de ser católicos, fue sostenida y promovida por el famoso canonista ortodoxo Teodoro Balsamón, quien fue patriarca de Antioquía. Escribió en 1190:

Durante muchos años, la otrora ilustre congregación de la Iglesia occidental, es decir, la Iglesia de Roma, se ha dividido en comunión espiritual de los otros cuatro Patriarcados, y se ha separado adoptando costumbres y dogmas ajenos a la Iglesia católica y a los ortodoxos [...] De modo que ningún latino debe ser santificado por las manos de los sacerdotes mediante misterios divinos e inmaculados a menos que primero declare que se abstendrá de los dogmas y costumbres latinos, y que se ajustará a la práctica de los ortodoxos.

En el otro lado de la brecha cada vez mayor, los teólogos occidentales consideraban cismáticos a los ortodoxos orientales. Las relaciones entre Oriente y Occidente se distanciaron aún más por los trágicos acontecimientos de la Masacre de los Latinos en 1182 y el Saqueo de Constantinopla en 1204. A esos sangrientos acontecimientos siguieron varios intentos fallidos de reconciliación en el Segundo Concilio de Lyon, el Concilio de Florencia, la Unión de Brest y la Unión de Úzhgorod. Durante el período tardío medieval y temprano moderno, la terminología se volvió mucho más complicada, lo que resultó en la creación de sistemas terminológicos paralelos y enfrentados que existen hoy en día en toda su complejidad.
Durante el período moderno temprano, el término especial «acatólico» fue ampliamente utilizado en Occidente para marcar a todos aquellos que se consideraba que tenían puntos de vista teológicos heréticos y prácticas eclesiásticas irregulares. En la época de la Contrarreforma, los miembros celosos de la Iglesia católica usaban el término «acatólico» para designar tanto a los protestantes como a los cristianos ortodoxos orientales. El término se consideró tan insultante que el Concilio de la Iglesia ortodoxa serbia, celebrado en Temeswar en 1790, decidió enviar una súplica oficial al emperador Leopoldo II, rogándole que prohibiera el uso del término «acatólico».

## Edad Moderna: Luteranismo
La Confesión de Augsburgo, que se encuentra dentro del Libro de la Concordia (un compendio de creencias del luteranismo), enseña que «la fe confesada por Lutero y sus seguidores no es nada nueva, sino la verdadera fe católica, y que sus iglesias representan la verdadera fe de la Iglesia católica o universal». Cuando los luteranos presentaron la Confesión de Augsburgo a Carlos V, emperador del Sacro Imperio Romano Germánico en 1530, sostuvieron haber «demostrado que cada artículo de fe y práctica era verdadero, en primer lugar, a la Sagrada Escritura, y luego también a la enseñanza de los padres de la Iglesia y los concilios».

## Uso contemporáneo
El término «católico» se asocia comúnmente con la totalidad de la iglesia dirigida por el Papa de Roma, la Iglesia católica. Otras iglesias cristianas que usan el adjetivo «católico» incluyen la Iglesia ortodoxa y otras iglesias que creen en el episcopado histórico (obispos), como la Comunión Anglicana.

### Iglesia católica
La Iglesia católica, dirigida por el Papa en Roma, generalmente se distingue de otras iglesias llamándose la «católica», sin embargo también ha utilizado la descripción de «católica romana». En ocasiones, aparte de los documentos redactados conjuntamente con otras iglesias, en vista de la posición central que atribuye a la Sede de Roma, la Iglesia católica ha adoptado el adjetivo «romana» para toda la Iglesia, tanto oriental como occidental, como en las encíclicas papales Divini illius Magistri y Humani generis. Otro ejemplo es su autodescripción como «la santa Iglesia católica apostólica romana» (o, separando cada adjetivo, como la «Iglesia santa, católica, apostólica y romana») en la Constitución Dogmática sobre la Fe Católica (24 de abril de 1870) del Concilio Vaticano I. En todos estos documentos también se refiere a sí misma simplemente como la Iglesia Católica y con otros nombres. Las Iglesias orientales católicas, aunque unidas con Roma en la fe, tienen sus propias tradiciones y leyes, que difieren de las del rito latino y las de otras Iglesias orientales católicas.
La Iglesia católica contemporánea siempre se ha considerado a sí misma como la Iglesia católica histórica, y considera a todas las demás como «no católicas». Esta práctica es una aplicación de la creencia de que no todos los que dicen ser cristianos son parte de la Iglesia católica, siguiendo a Ignacio de Antioquía, quien consideró que ciertos herejes que se llamaban a sí mismos cristianos solo para parecer serlos.
En cuanto a las relaciones con los cristianos orientales, Benedicto XVI manifestó su deseo de restaurar la unidad total con los ortodoxos. La Iglesia católica romana considera que casi todas las diferencias teológicas antiguas se han abordado satisfactoriamente (la cláusula Filioque, la naturaleza del purgatorio, etc.) y ha declarado que las diferencias en las costumbres tradicionales, observancias y disciplina no son un obstáculo para la unidad.
Los esfuerzos ecuménicos históricos recientes por parte de la Iglesia católica se han centrado en reparar la ruptura entre las iglesias occidental («católica») y oriental («ortodoxa»). Juan Pablo II habló a menudo de su gran deseo de que la Iglesia católica «una vez más respire con ambos pulmones», enfatizando así que la Iglesia católica romana busca restaurar la plena comunión con las Iglesias orientales.

### Cristianismo oriental
Las tres ramas principales del cristianismo oriental (la Iglesia ortodoxa, las Iglesias ortodoxas orientales y la Iglesia del Oriente) junto con la Iglesia asiria del Oriente y la Antigua Iglesia del Oriente continúan identificándose como católicas de acuerdo con las tradiciones apostólicas y el Credo de Nicea. La Iglesia ortodoxa defiende firmemente las antiguas doctrinas de la catolicidad ortodoxa oriental y comúnmente usa el término católico, como en el título de El Catecismo Largo de la Iglesia ortodoxa, católica y oriental. También lo hace la Iglesia copta, que pertenece a la ortodoxia oriental y considera que su comunión es «la Verdadera Iglesia del Señor Jesucristo». Ninguna de las Iglesias orientales, ortodoxas u orientales, han indicado ninguna intención de abandonar las antiguas tradiciones de su propia catolicidad.

### Protestantismo
La mayoría de las iglesias reformadas y posteriores a la Reforma utilizan el término católico (a menudo con una c minúscula) para referirse a la creencia de que todos los cristianos son parte de una Iglesia independientemente de las divisiones denominacionales; por ejemplo, el Capítulo XXV de la Confesión de Fe de Westminster se refiere a la «Iglesia católica o universal». En consonancia con esta interpretación, que no aplica la palabra «católica» (universal) a ninguna denominación, entienden la frase «una santa Iglesia católica y apostólica» en el Credo de Nicea, la frase «la fe católica» en el Credo de Atanasio y la frase «santa Iglesia católica».
Los términos «católicos romanos» o «Iglesia católica romana» implican que la Iglesia que sigue al Papa, que tiene su sede en Roma, no es la única Iglesia católica y que otras también tienen derecho a ser llamados así, por ejemplo, la Iglesia Anglicana. Esta suposición no es aceptada por la propia Iglesia romana, que normalmente se llama a sí misma «la Iglesia católica» sin reservas y no reconoce a otros aspirantes al título.
El término también se usa para referirse a aquellas iglesias cristianas que sostienen que su episcopado se remonta ininterrumpidamente a los apóstoles y se consideran a sí mismas parte de un cuerpo católico (universal) de creyentes. Entre los que consideran a sí mismos como católicos, pero no católicos romanos son los anglicanos y los luteranos, que señalan que ambos son reformados y católicos. La Iglesia católica antigua y los diversos grupos clasificados como Iglesias católicas independientes también reclaman la descripción de católicos. Los católicos tradicionalistas, incluso si no están en comunión con Roma, se consideran no solo católicos sino los «verdaderos» católicos romanos.
Algunos usan el término «católico» para distinguir su propia posición de una forma calvinista o puritana de protestantismo reformado. Estos incluyen una facción de anglicanos a menudo también llamados anglocatólicos, neo-luteranos del siglo XIX, luteranos de la alta iglesia del siglo XX o católicos evangélicos y otros.
Los metodistas y presbiterianos creen que sus denominaciones deben sus orígenes a los apóstoles y la Iglesia primitiva, pero no afirman descender de estructuras de iglesias antiguas como el episcopado. Sin embargo, ambas Iglesias sostienen que son parte de la Iglesia católica (universal). Según Harper's New Monthly Magazine:
Las diversas sectas protestantes no pueden constituir una Iglesia porque no tienen intercomunión [...] cada Iglesia protestante, ya sea metodista o bautista o lo que sea, está en perfecta comunión consigo misma en todas partes como la católica romana; y en este sentido, en consecuencia, el católico romano no tiene ventaja ni superioridad, excepto en el punto de vista de los números. Como consecuencia adicional necesaria, está claro que la Iglesia romana no es más católica en ningún sentido que la metodista o la bautista.
Como tal, según un punto de vista, para aquellos que «pertenecen a la Iglesia», el término católico metodista, católico presbiteriano o católico bautista es tan apropiado como el término católico romano. Simplemente significa ese cuerpo de creyentes cristianos en todo el mundo que están de acuerdo en sus puntos de vista religiosos y aceptan las mismas formas eclesiásticas.

### Catolicismo independiente
Algunos católicos independientes aceptan que, entre los obispos, el de Roma es primus inter pares, y sostienen que el conciliarismo es un freno necesario contra el ultramontanismo. Sin embargo, por definición, no son reconocidos por la Iglesia católica.

## Evitación de uso
Algunas iglesias protestantes evitan usar el término por completo, hasta el punto de que muchos luteranos recitan el Credo con la palabra «cristiano» en lugar de «católico». Las iglesias ortodoxas comparten algunas de las preocupaciones sobre las afirmaciones papales católicas romanas, pero no están de acuerdo con algunos protestantes acerca de la naturaleza de la iglesia como un solo cuerpo.